# Carol et Darlene Bernaola
Carol et Darlene Bernaola, jumelles nées le 27 août 1976 à Los Angeles, furent les Playmate de l'édition de janvier 2000 du magazine Playboy. 
Elles sont le troisième couple de jumelles posant ensemble comme playmates après Mary et Madeleine Collinson, (en octobre 1970) puis les sœurs Mirjam et Karin van Breeschooten (en septembre 1989) ; elles ont aussi été précédées par les triplées Erica, Jaclyn et Nicole Dahm (décembre 1998). Elles ont été photographiées par Arny Freytag.
Les sœurs Bernaola sont originaires du Pérou mais sont nées à Los Angeles ; leurs parents se sont séparés lorsqu'elles avaient un an, et leur mère est retournée dans son pays pour y diriger une plantation de café.  
Elles ont donc été élevées dans la jungle péruvienne de Chanchamayo, à Villa Rica au Pérou. 
À l'âge de seize ans, leur mère les a renvoyées aux États-Unis pour les protéger du terrorisme sévissant dans la région, ayant reçu des menaces explicites du Sentier lumineux. 
Elles s'installèrent à Miami, sans connaître la langue et vivant de petits boulots chez Mc Donald's. C'est Carol qui fut remarquée lorsque Playboy recherchait la première playmate de l'année 2000 - elle fut pressentie et fit alors savoir qu'elle avait une sœur jumelle, Darlene. 
Leur apparition dans Playboy fut très remarquée au Pérou ou elles furent invitées, et reçues au palais présidentiel par Alberto Fujimori. 

## Sources
- Article du New York Observer

## Filmographie
Darlene et Carol sont apparues dans deux videos Playboy :
- Playboy Video Playmate Calendar 2001 (2000) Misses Février
- Playboy Video Centerfold: Playmate 2000 Bernaola Twins (2000)